# Plagiozopelma micantifrons
Plagiozopelma micantifrons är en tvåvingeart som först beskrevs av Speiser 1910.  Plagiozopelma micantifrons ingår i släktet Plagiozopelma och familjen styltflugor.
Artens utbredningsområde är Tanzania. Inga underarter finns listade i Catalogue of Life.